# Liste des gouverneurs de la province de la Tshopo
Cet article est une dresse la liste des gouverneurs élu de la province de la Tshopo.

## Liste des gouverneurs
| N° | Portrait                  | Nom                          | Début de manda | Fin de mandat | Parti       |
| -- | ------------------------- | ---------------------------- | -------------- | ------------- | ----------- |
| 1  |                           | Jean Tokole Ilongo           | 26 mars 2016   | 2017          |             |
| 2  |                           | Constant Lomata              | 29 août 2017   | 13 avril 2019 | Indépendant |
| 3  |                           | Louis-Marie Walle Lufungula  | 13 avril 2019  | 18 juin 2021  | PPRD        |
| 4  | Madeleine Nikomba Sabangu | Madeleine Nikomba Sabangu    | 6 août 2022    |               | Indépendant |
| 5  |                           | Paulin Lendongolia Lebabonga | 29 avril 2024  |               | Indépendant |